# Ginés Sánchez
Ginés Sánchez (Murcia, 1967) es un escritor español. 

## Trayectoria
Es licenciado en Derecho y ejerció como abogado durante diez años hasta que decidió dedicarse a viajar y dedicarse a la literatura. Desde 2003 ha vivido en diversos lugares de Europa y América Latina, entre ellos las islas Eolias (Italia), Dublín (Irlanda), La Habana (Cuba) o Costa Rica.
Con su primera novela, Lobisón, en la que narró la historia de Adrián, un niño autista no diagnosticado y la relación con su padre, fue elegido Nuevo Talento FNAC, mereció con Los gatos pardos el IX Premio Tusquets Editores de Novela, cuyo jurado destacó «el vigor narrativo de tres historias contundentes que se entrecruzan en una misma noche de verano, contadas con vértigo creciente». 

## Publicaciones
- Lobisón (2012) Nuevo Talento FNAC
- Los gatos pardos. (2013) IX Premio Tusquets Editores de Novela[5]
- Entre los vivos (2015)
- Dos mil noventa y seis (2017)
- Mujeres en la oscuridad (2018)
- Las alegres (2020)
- El mar detrás (1023)